# Centro Municipal de Cultura Dr. Henrique Ordovás Filho

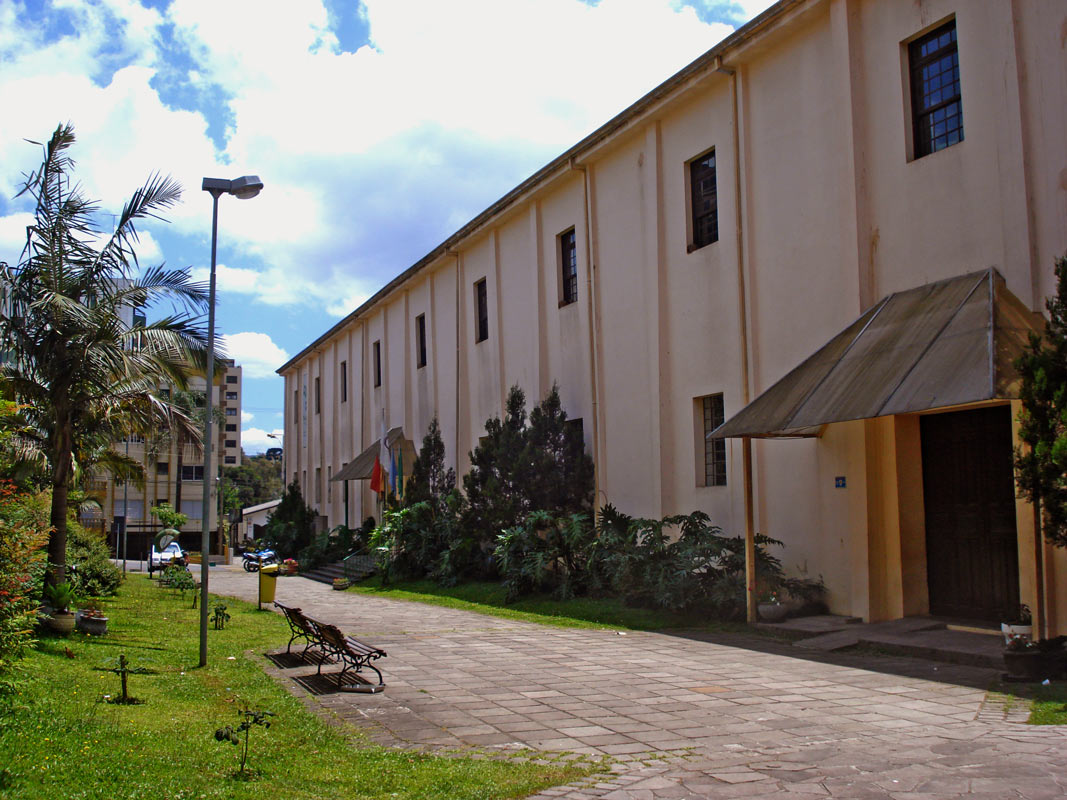
Detalhe da fachada

O Centro Municipal de Cultura Dr. Henrique Ordovás Filho é um centro cultural da cidade brasileira de Caxias do Sul, mantido pela prefeitura municipal.

## História
O Centro de Cultura ocupa os prédios históricos da antiga Cantina Antunes, uma referência na produção de vinhos em Caxias, funcionando até 1980. Em 1984 os prédios e terrenos foram entregues à União. Temeu-se que o conjunto arquitetônico fosse demolido, e foi organizada uma campanha para sua preservação. Em 1985 foi solicitado o tombamento ao Instituto do Patrimônio Histórico e Artístico Nacional. Entretanto, o tombamento foi indeferido.
De qualquer forma, a mobilização da sociedade direcionou o complexo para uso cultural, e em 1988 a União devolveu o conjunto ao município. Foi feita uma adaptação nos espaços, mas as intervenções foram profundas e segundo Costa, Moraes & Stumpp, "o projeto pouco deixa evidenciadas as características originais do edifício, principalmente no que se refere à ambiência que caracteriza o espaço industrial — pé direito alto, visibilidade da estrutura da cobertura, planta livre. Não se pode afirmar que ali houve um restauro crítico, aproximando-se mais de uma reforma".
A inauguração ocorreu em 9 de outubro de 2001. Seu nome homenageia o médico e filantropo caxiense Henrique Ordovás Filho. Em 2012 o pórtico do complexo foi destruído por um caminhão, sendo depois restaurado.
O edifício principal tem uma área de 18.900 m². Suas instalações incluem uma sala de cinema, uma galeria de arte, um espaço multiuso, oficinas, um café, um teatro e o Memorial da Cantina Antunes. O centro também abriga diversos órgãos da Secretaria de Cultura do município: o Acervo Municipal de Artes Plásticas, as Unidades de Dança, Música, Artes Visuais, Cinema e Vídeo, a Companhia Municipal de Dança, a Escola Preparatória de Dança e o Coral Municipal, bem como a Casa das Etnias e a União das Associações de Bairros de Caxias do Sul.
O centro tem mantido programação cultural consistente, e em 2021, comemorando seu 20º aniversário, o jornal Acredita reportou: "Ao longo desses 20 anos de história, a alegria e o encantamento com o querido Centro de Cultura Ordovás seguem os mesmos. Nessas duas décadas, o Centro se constituiu como parte importante do mapeamento afetivo da cidade". No aniversário de 2002 o jornal Serra em Pauta disse que "o Centro de Cultura chega a seus 21 anos com muitas histórias que se fundem à cena cultural da cidade. Foi palco para diversas manifestações artísticas, promovendo ações e projetos que marcaram o desenvolvimento artístico-cultural do Município".